# Lissochlora jenna
Lissochlora jenna là một loài bướm đêm trong họ Geometridae.